# Valtéřov (Kraslice)
Valtéřov (deutsch Waltersgrün) ist ein Ortsteil der Stadt Kraslice in Tschechien. 

## Geschichte
Viele Orte des Schönbacher Ländchens sind vom Kloster Waldsassen aus gegründet worden, die 1348 Rüdiger von Sparneck erwarb.
Nach dem Münchner Abkommen wurde der Ort dem Deutschen Reich zugeschlagen und gehörte bis 1945 zum Landkreis Graslitz.
Im Jahr 1976 wurde Valtéřov nach Kraslice eingemeindet.

## Entwicklung der Einwohnerzahl
| Jahr | Einwohnerzahl |
| ---- | ------------- |
| 1869 | 116           |
| 1880 | 134           |
| 1890 | 129           |
| 1900 | 147           |
| 1910 | 131           |

| Jahr | Einwohnerzahl |
| ---- | ------------- |
| 1921 | 143           |
| 1930 | 143           |
| 1950 | 21            |
| 1961 | 24            |
| 1970 | 12            |

| Jahr | Einwohnerzahl |
| ---- | ------------- |
| 1980 | 4             |
| 1991 | 4             |
| 2001 | 8             |
| 2011 | 5             |

## Söhne und Töchter der Gemeinde
- Fred Wilfer (1917– 1996), Gitarrenbauer und Gründer der Firma Framus